# Антон (Ајова)
Антон (енгл. Anthon) град је у америчкој савезној држави Ајова. По попису становништва из 2010. у њему је живело 565 становника.

## Демографија
Према попису становништва из 2010. у граду је живело 565 становника, што је -84 (-12.9%) становника више него 2000. године.
| Група             | 2000.       | 2010.       |
| Белци             | 637 (98,2%) | 546 (96,6%) |
| Афроамериканци    | 0 (0,0%)    | 0 (0,0%)    |
| Азијати           | 0 (0,0%)    | 0 (0,0%)    |
| Хиспаноамериканци | 11 (1,7%)   | 14 (2,5%)   |
| Укупно            | 649         | 565         |